# اوتار کورکیا
اوتار کورکیا (روسی: Отар Михайлович Коркия؛ ۱۰ مه ۱۹۲۳ – ۱۵ مارس ۲۰۰۵) بازیکن بسکتبال اهل اتحاد جماهیر شوروی سوسیالیستی بود.
وی همچنین برندهٔ جوایزی همچون نشان لنین شده‌است.
وی در مسابقات کشوری و بین‌المللی در مجموع برندهٔ ۳ مدال طلا، ۱ مدال نقره، ۱ مدال برنز شده‌است.